# Helge Burggrabe

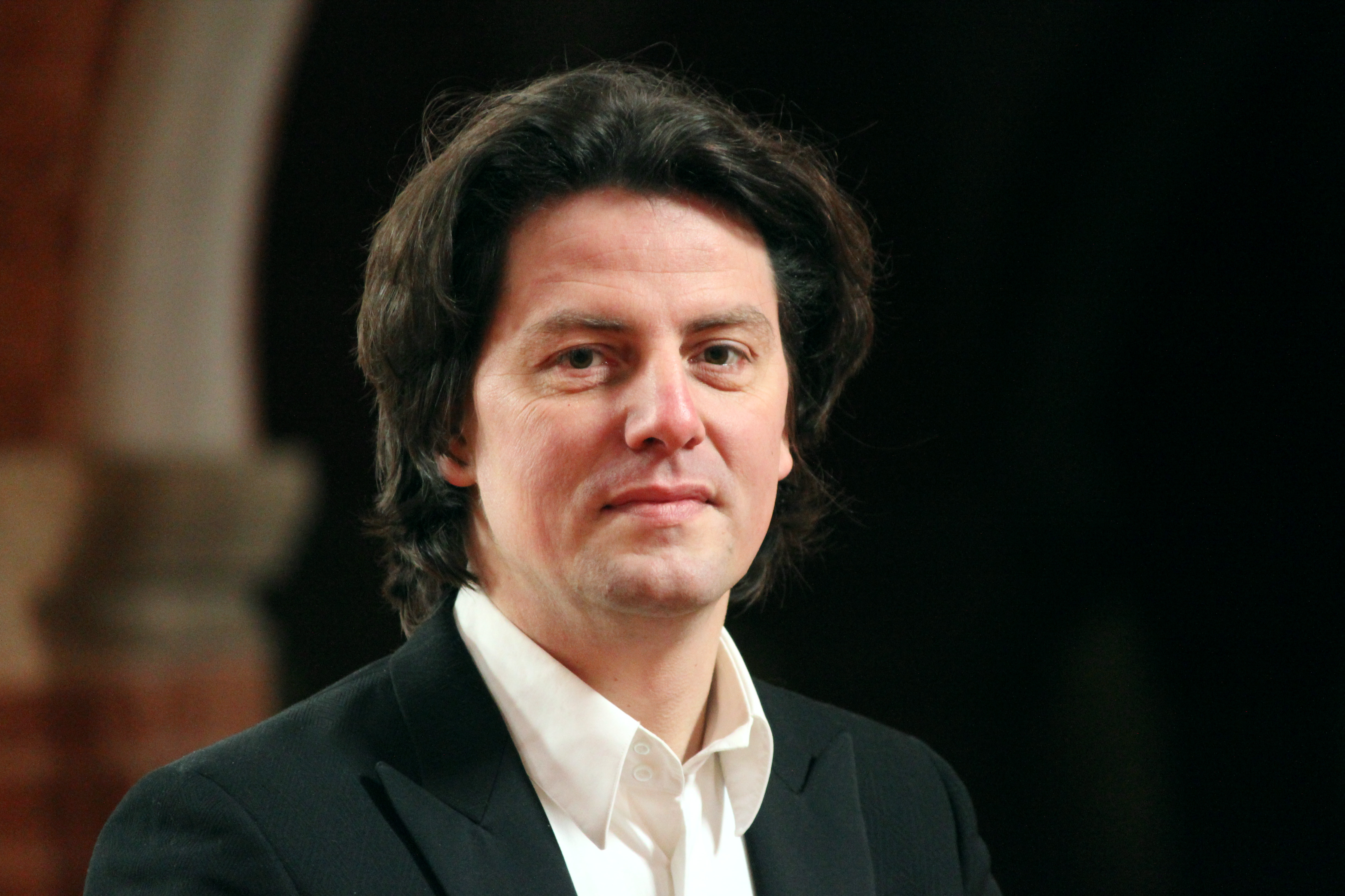
Helge Burggrabe (2013)

Helge Burggrabe (* 17. Juni 1973 in Magstadt bei Stuttgart) ist ein deutscher Komponist, Blockflötist, Bühnenbildner und Seminarleiter. Er lebt in Fischerhude.

## Leben
Als Kind lebte Burggrabe mehrere Jahre im ostasiatischen Birma (Myanmar). Später hatte er unter anderem Unterricht bei Hans-Jürgen Hufeisen und studierte an der Hochschule für Musik und Theater Hamburg bei Evi Pfefferle-Darmstadt und Peter Michael Hamel. Seine Diplomarbeit behandelte Die Proportionsverhältnisse und ihre Widerspiegelung in Musik und Architektur am Beispiel der Kathedrale von Chartres.
Seit 1993 tritt Burggrabe europaweit mit eigenen Konzertreihen auf, besonders in Deutschland, Frankreich, der Schweiz und Österreich. Dabei arbeitet Burggrabe in verschiedenen Ensembles, u. a. als „Duo3“ mit dem Pianisten Christof Fankhauser sowie als Duo „Resonatus“ mit der Sängerin Victoria Walker.
Seit Mitte der 1990er Jahre befassen sich mehrere Projekte mit dem Symbol und der Kulturgeschichte des Labyrinths sowie mit der Kathedrale von Chartres, in der 2006 Burggrabes Marien-Oratorium Stella Maris uraufgeführt wurde. Als Bühnenbildner und Landschaftskünstler baute Burggrabe u. a. mehrere Labyrinthe, davon zwei dauerhafte in Norddeutschland.

## Musikalisches Werk
Burggrabes Konzertprogramme sind zumeist thematisch ausgerichtet und verbinden häufig Musik mit verschiedenen anderen Künsten, so z. B. mit Lyrik, mit Architektur, mit Fotografie und Live-Malerei, mit Tanz-Performances.
Burggrabes Kompositionen lassen sich grob in zwei Bereiche unterteilen. In den gemeinsamen Arbeiten mit Christof Fankhauser ist seine Musik vor allem geprägt von einer neuartigen Verbindung von Klassik und Jazz, häufig mit improvisationshaften Elementen durchsetzt, die auch Einflüsse von Folk, Klezmer und Popmusik erkennen lassen. Beispiele hierfür sind die konzertante Komposition Rose - Hommage an einen Mythos (2003) und das Kindermusiktheaterprojekt Kinderplanet/Planet Bunterkunt (1999 bzw. 2006) sowie eine gemeinsame Tournee mit dem Crossover-Cellisten Jost H. Hecker vom Modern String Quartet (2008).
Seit 2004 schlägt sich Burggrabes Auseinandersetzung mit der Kathedrale von Chartres sowie mit philosophischen und spirituellen Themen auch verstärkt in seiner Musik nieder. Für das Projekt Resonatus, überwiegend in romanischen Kirchen aufgeführt, verband Burggrabe Elemente vom gregorianischen Gesang und eigene Kompositionen für Flöte, Stimme und Monochord. Das Libretto schrieb Burggrabe mit dem Benediktinermönch Anselm Grün, mit dem er später außerdem das gemeinsame Buch- und CD-Projekt Zeiten der Stille veröffentlichte.

## Stella Maris, Blaues Oratorium 2006

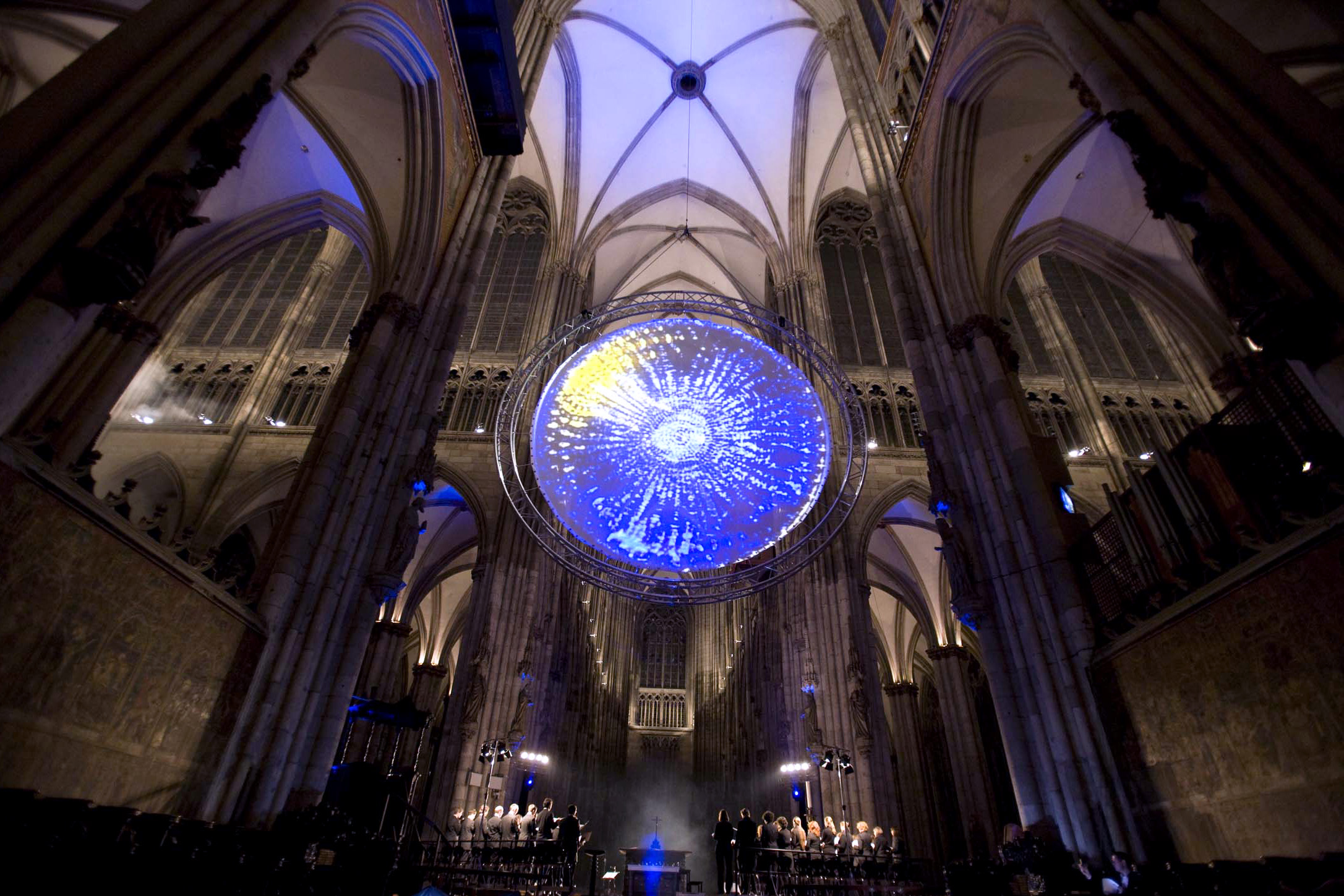
Bild von der Aufführung des Oratoriums Stella Maris von Helge Burggrabe im Kölner Dom am 2. Mai 2008

Zu einer ganz eigenen musikalischen Sprache gelangte Burggrabe mit dem Marienoratorium Stella Maris, das als Auftragsarbeit für die 1000-Jahr-Feierlichkeiten der Kathedrale von Chartres entstand und dort am 8. September 2006 uraufgeführt wurde. Inspiriert von der Farbgebung der Fenster in Chartres trägt es zusätzlich die Bezeichnung Blaues Oratorium. Darin verbindet Burggrabe, der auch für das Libretto verantwortlich zeichnet, überlieferte Texte des Fulbert von Chartres mit moderner Lyrik und auf der musikalischen Seite mittelalterliche Kompositionen mit einer sehr gegenwärtigen Musikästhetik (beeinflusst u. a. von György Ligeti).
Mitwirkende der als „konzertantes Gesamtkunstwerk für Musik, Raum, Sprache, Wasser und Licht“ angelegten Uraufführung waren u. a. Graciela de Gyldenfeldt (Sopran), Hiam Abbass (Rezitation), Emanuelle Bertrand (Cello), Patrick Delabre (Orgel), der Harvestehuder Kammerchor und ein Chor aus Chartres sowie Michael Batz (Lichtinstallationen) und Alexander Lauterwasser (WasserKlangProjektionen). Die musikalische Gesamtleitung lag bei Claus Bantzer, Burggrabe selbst war für Choreographie und Inszenierung verantwortlich und spielte die Flötenpartien.
Entstehung und Uraufführung des Oratoriums wurden vom NDR in einem Film dokumentiert, der erstmals im März 2007 auf ARTE ausgestrahlt wurde.
Die deutsche Erstaufführung war im September 2006 in der Kirche St. Johannis in Hamburg-Harvestehude. Die bislang größte Aufführung fand Anfang Mai 2008 im vollbesetzten Kölner Dom statt. Einen wichtigen Platz in der dortigen Inszenierung nahm das neue Domfenster von Gerhard Richter ein. Die Sprechrolle der Maria übernahm bei den deutschsprachigen Konzerten die Schauspielerin Iris Berben.

## Jehoschua, Rotes Oratorium 2008

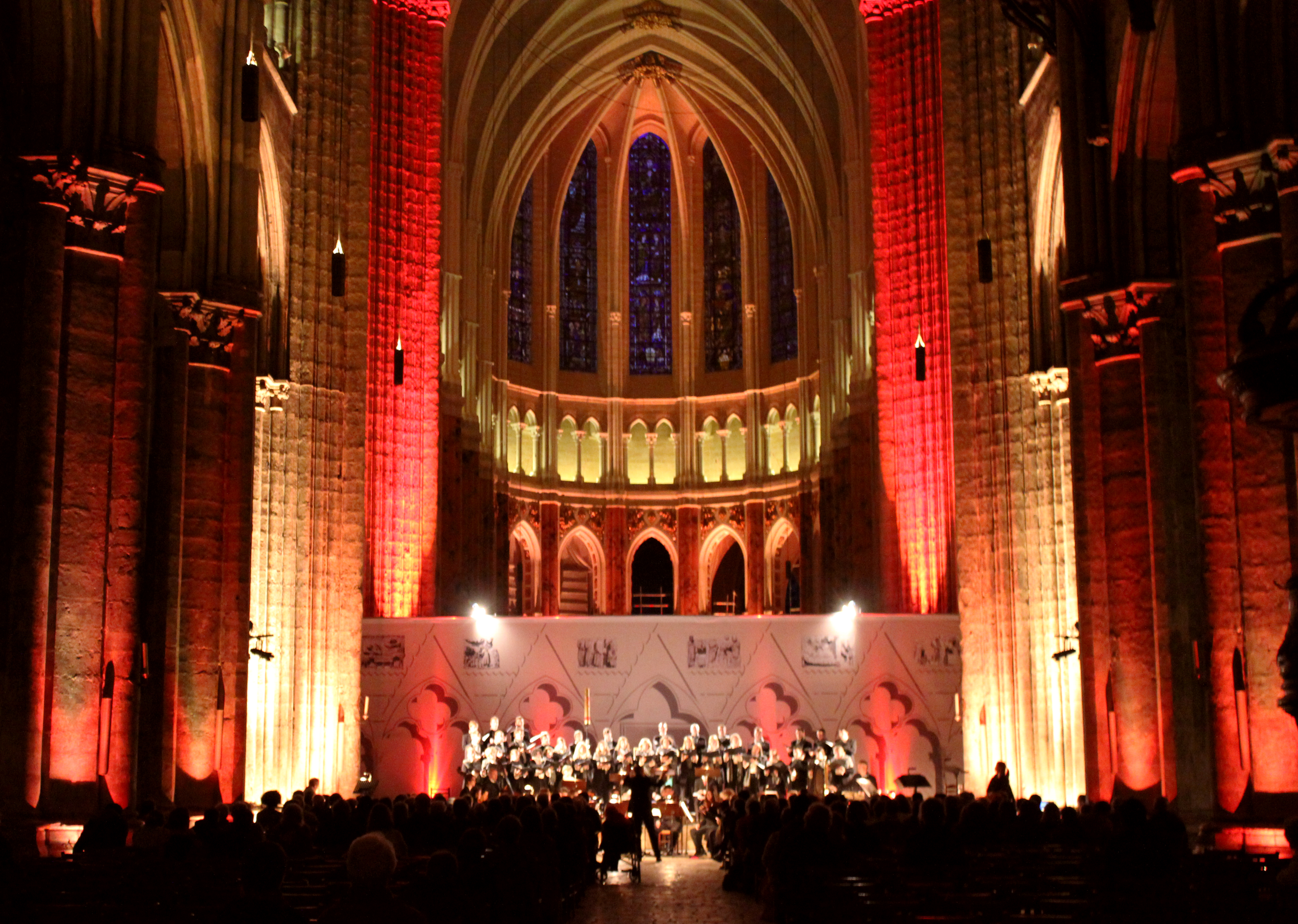
Bild von der Aufführung des Oratoriums Jehoschua von Helge Burggrabe in der Kathedrale von Chartres am 19. Mai 2012.

Jehoschua - Oratorium von der Menschwerdung  wurde im Mai 2008 uraufgeführt. Das Libretto stammt vom Theologen Kurt Dantzer und besteht aus Bibeltexten und Psalmen. Im Mittelpunkt steht das Leben und Wirken Jesu Christi, künstlerischer Ausgangspunkt sind dabei die in seinem hebräischen Namen Jehoschua enthaltenen Vokale I-E-O-U-A. Kernstücke der Kapitel sind Geschichten aus den Evangelien: Jesus heilt einen Blinden, Jesus trifft Zöllner, drei Frauen und belehrt die Menschen mit dem Gleichnis vom barmherzigen Samariter.
Musikalisch steht in diesem unter der Schirmherrschaft des damaligen niedersächsischen Ministerpräsidenten Christian Wulff entstandenen Auftragswerk die Kombination von Solo-Klarinette (in der Uraufführung Johannes Peitz), Cello, Percussion und Kammerorchester sowie Solo-Gesang (Sopran, Alt, Tenor) und Kammerchor im Mittelpunkt. Ein Maler steuerte Live-Kalligraphien bei.
In der Neuen Presse (Hannover) hieß es zur Uraufführung: „Burggrabes Musik hat die Ernsthaftigkeit und Erhabenheit einer Kirchenmusik von Johann Sebastian Bach. Fugenartige Choräle und Arien lehnen sich an den Stil des Vaters der Kirchenmusik an. Gleichzeitig schafft Burggrabe den Spagat zur Moderne und sorgt für Gänsehaut mit meditativen Chorstücken und verheißungsvollen, mal jubilierenden, mal klagenden Soloarien.“ Die Hannoversche Allgemeine Zeitung siedelte Jehoschua musikalisch zwischen John Rutter und Benjamin Britten an.

## Lux in Tenebris, Weißes Oratorium 2015
Das Werk Lux in Tenebris (Licht in der Finsternis, vergleiche Lux in Tenebris) entstand als Auftragskomposition anlässlich des 1200-jährigen Jubiläums des Bistums Hildesheim. Das Libretto für das zweistündige Werk ist eine Gemeinschaftsarbeit von Helge Burggrabe, Reinhard Göllner und Angela Krumpen. Bei der Aufführung waren mit Domchor, Kammerchor, Mädchenchor und Schola alle vier Chöre am Hildesheimer Dom beteiligt. Die Uraufführung fand mit vier Aufführungen am 14.–17. Mai 2015 statt. Mitwirkende der Uraufführung waren Martina Gedeck (Rezitation), Elbtonal Percussion, Geraldine Zeller (Sopran), Anne Bierwirth (Alt), Manuel König (Tenor), KMD Helmut Langenbruch (Orgel), Streichquartett, Bläsertrio der Hildesheimer Dommusik unter der Leitung von Dommusikdirektor Thomas Viezens und Domkantor Stefan Mahr; Licht- und Videokunst: Michael Suhr und media.plus X.

## Dreikönigsoratorium2022
Das Dreikönigsoratorium ist eine Auftragskomposition anlässlich des 700. Jubiläums der Chorweihe des Kölner Doms. Die Uraufführung war am 15. und 16. September 2022. Mitwirkende waren: Anna Schudt (Sprecherin), Theresa Klose (Sopran), Elvira Bill (Alt), Wolfgang Klose (Tenor), Konstantin Paganetti (Bariton), Thomas Laske (Bass), Michael Suhr (Licht), Kölner Domchor, Mädchenchor am Kölner Dom, Vokalensemble Kölner Dom und das Kölner Kammerorchester. Die Gesamtleitung hatte Domkapellmeister Eberhard Metternich.

## Veröffentlichungen
- 1999 Kinderplanet (CD, mit Christof Fankhauser und Hartmut Burggrabe; Silberburg-Verlag, Tübingen)
- 2003 Rose - Hommage an einen Mythos (CD, mit Christof Fankhauser; L’art de Piano, Bern)
- 2004 Resonatus - Oratorium der Stille für Flöte, Stimme und Monochord (CD, mit Victoria Walker; Claudius Verlag, München)
- 2005 Klänge des Labyrinths (CD, mit Christof Fankhauser; Kösel Verlag, München)
- 2006 Zeiten der Stille (Buch und 2 CDs, mit Anselm Grün und Iris Berben; Claudius Verlag, München)
- 2006 Planet Bunterkunt (Buch, mit Christof Fankhauser und Hartmut Burggrabe; Voggenreiter Verlag, Bonn)
- 2007 Planet Bunterkunt (CD, mit Christof Fankhauser)
- 2008 Stella Maris - Chartres Oratorium (Doppel-DVD mit zwei Filmen und Bonusmaterial, Hänssler Classic & Claudius Verlag)
- 2008 Duo3 live! (CD, mit Christof Fankhauser und Jost-H. Hecker)
- 2010 Jehoschua - Rotes Oratorium (Doppel-CD, Oehms Classics)
- 2011 Konzert der Stille (DVD, Konzertverfilmung aus dem Bad Gandersheimer Dom)
- 2011 Chartres - Lauschen mit der Seele: Eine spirituelle Entdeckungsreise (Buch, mit Tilman Evers, Stefanie Spessart-Evers, Heike Radeck u. Ingrid Riedel; Kösel Verlag München)
- 2015 Lux in Tenebris - Weißes Oratorium (Doppel-CD und DVD, Bernward Medien / Hildesheimer Dommusik)
- 2015 Hagios - Gesungenes Gebet (CD, mit Christof Fankhauser und Vokalensemble Elbcanto, edel / Berlin Classics)
- 2018 Hagios II - Gesänge zur Andacht und Meditation (CD, mit Christof Fankhauser, Vokalensemble Elbcanto und Streichensemble, edel / Berlin Classics)
- 2020 Stella Maris - Blaues Oratorium (Ersteinspielung auf Doppel-CD, mit Dommusik Speyer, Julia Jentsch, Alexandra Busch, Olivia Jeremias u. a., Hänssler Classic)
- 2021 CATO - Konzertfilm zum 100. Geburtstag der Widerstandskämpferin Cato Bontjes van Beek (DVD, mit Julia Jentsch, Vokalensemble Sjaella, Lorenz Meyboden, Christoph Jöde, Edition Musica Innova)
- 2021 Human (CD, mit Deutschem Kammerorchester Berlin, Duncan Ward, ElbtonalPercussion, John Kameel Farah, Neue Meister / edel Music)